# Волков Пилип Григорович
Пилип Григорович Волков (1901—1949) — червоноармієць Робітничо-Селянської Червоної Армії, учасник Великої Вітчизняної війни, Герой Радянського Союзу (1946).

## Біографія
Пилип Волков народився 1901 року в селі Лисича Балка (нині Катеринопільського району Черкаської області) в селянській сім'ї. Здобув початкову освіту. Учасник Громадянської війни. У серпні 1941 року Волкова було призвано на службу до Робітничо-Селянської Червоної Армії. З грудня 1943 року — на фронтах Великої Вітчизняної війни. До квітня 1945 року гвардії червоноармієць Пилип Волков був навідником протитанкової рушниці 50-го гвардійського полку 13-ї гвардійської кавалерійської дивізії 6-го гвардійського кавалерійського корпусу 2-го Українського фронту. Відзначився під час звільнення Чехословаччини.
9 квітня 1945 року Волков одним із перших форсував річку Морава. 10 квітня в районі населеного пункту Ланжгот він знищив декількох гітлерівців і трьох узяв у полон. Того ж дня він прикривав вогнем із протитанкової рушниці переправу ескадрону.
Указом Президії Верховної Ради СРСР від 15 травня 1946 року червоноармійцю Пилипу Волкову присвоєно звання Героя Радянського Союзу із врученням ордена Леніна і медалі «Золота Зірка».
Після закінчення війни Волков проживав і працював у селі Бурлін Уральської області. Був також нагороджений орденом Слави 3-го ступеня, медалями. Помер у 1949 році. У селі Бурлін його іменем названа вулиця.